# Cargojet Airways
Cargojet Inc. es una aerolínea de carga con sede en Mississauga, Ontario, Canadá. Opera servicios de carga en Canadá e internacionalmente. Su base principal es el  Aeropuerto Internacional de Hamilton-Munro. Cargojet Airways es una compañía pública con 400 empleados y 24 millones de dólares de capitalización de mercado.

## Destinos

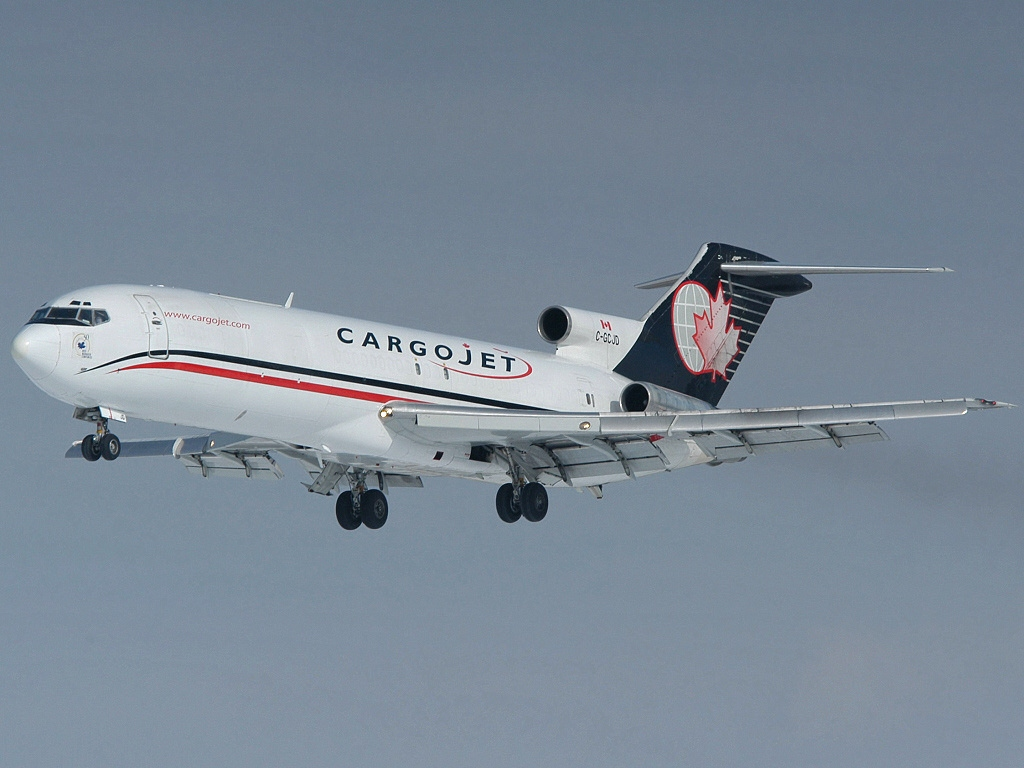
Boeing 727 de Cargojet Airways

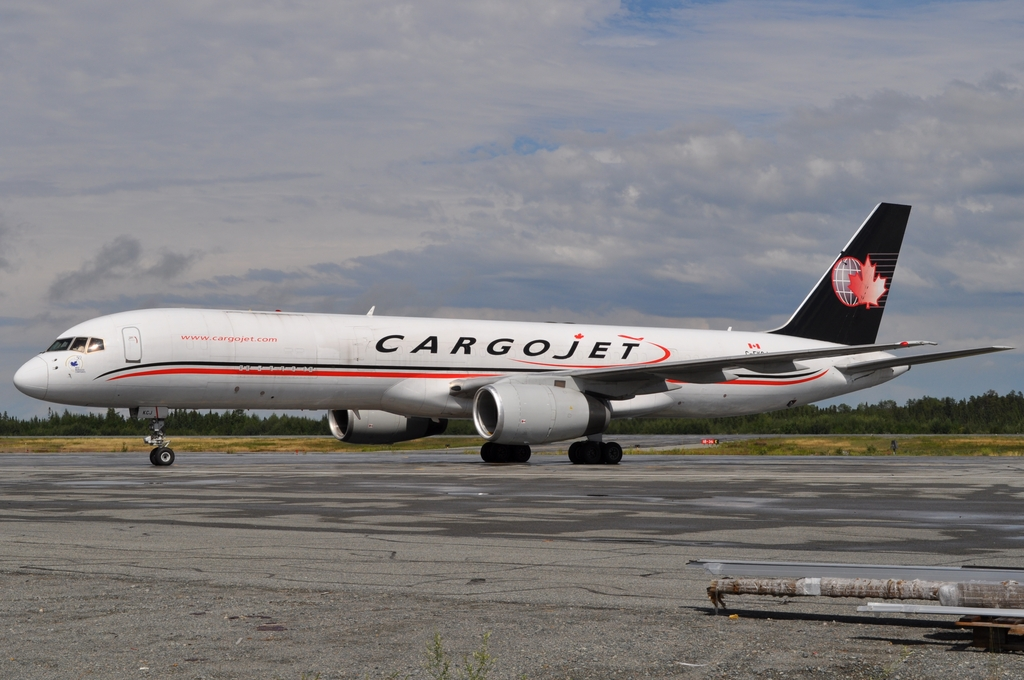
Boeing 757-200 en el aeropuerto de Val-d'Or

Cargojet Airways opera servicios de carga a los siguientes destinos (a partir de 2013):
Domésticos
- Calgary
- Edmonton
- Halifax
- Hamilton
- Moncton
- Montreal-Mirabel
- Ottawa
- Regina
- Saskatoon
- St. John's
- Toronto
- Vancouver
- Winnipeg
- Montreal-Pierre Elliott Trudeau
- Toronto

Internacionales
- Bruselas, Bélgica y Colonia, Alemania[4]
- Bermudas
- Ciudad de Guatemala, Guatemala
- Newark, NJ
- Querétaro, México
- Monterrey, México
- Guadalajara, México
- Bogotá, Colombia

## Operaciones chárter
Arctic Co-op Limited
- Iqaluit (vía Winnipeg)

Canadian North Cargo
- Iqaluit (vía Ottawa)

Cubana Cargo
- La Habana (vía Toronto-Pearson)

DHL Express
- Cincinnati, OH (vía Montreal-Mirabel)

## Flota

### Flota Actual
La flota Cargojet Airways se compone de las siguientes aeronaves con una edad promedio de 28 años (a enero de 2023):